# スマルホニ
スマルホニ（ベラルーシ語: Смарго́нь、[smarˈɣonʲ]、リトアニア語: Smurgainys、ポーランド語: Smorgonie、イディッシュ語: סמאָרגאָן）とは、ベラルーシのフロドナ州の都市である。ロシア語名はスモルゴニ（ロシア語: Сморгонь）。
スマルホニは首都ミンスクから107kmの場所に位置している。

## 語源
スマルホニの名前はs、面積の単位を意味する「morg」と耕地を意味する「hon」を結合した単語という説、開拓者の呼び名である「smarhony」に由来する説がある。

## 歴史
1503年に初めてスマルホニに関する記述が現れる。
17世紀初頭にリトアニア大公国によって設立されたが、1793年にロシアに渡り、ユダヤ教徒居住区の一部となった。1812年のナポレオンのロシア遠征の際、スマルホニは一時フランス軍の占領下に置かれる。19世紀半ばまでスマルホニはラジヴィウ家の私領であり、人口の大部分がユダヤ人だった。19世紀末にベラルーシの皮革・繊維産業の拠点に成長し、鉄道の開通が産業の発展を刺激した。
第一次世界大戦の後、ポーランド・リトアニア共和国の後継国家を称し、ポーランド・ソビエト戦争の勝利を主張するポーランド第二共和国がこの地域への権利を主張し、第二次世界大戦までの間スマルホニはポーランド領となる。1939年に白ロシア・ソビエト社会主義共和国に編入される。

## 経済
スマルホニの主要産業は機械製造、金属加工、食品、亜麻加工などである。

## 文化
17-18世紀にラジヴィウ家によって近隣の森で捕らえたクマの調教施設であるスモルゴニ・が創設された。クマの見世物はリトアニア大公国だけでなくヨーロッパの各地でも人気を博していたが、1870年にアカデミヤは閉鎖された。2004年に制定されたスマルホニの紋章には黒いクマが描かれており、ラジヴィウ家の紋章であるホルンを手に持っている。アカデミヤで調教されたクマは「バランキ」と呼ばれる陶器の輪を付けていたと言われ、スマルホニは同じ名前のパンの発祥の地とされている。
1984年に開館した歴史博物館では、町の歴史を学ぶことができる。

## 姉妹都市
- ヴィサギナス（リトアニア）
- アリートゥス（リトアニア）
- クラスノズナメンスク（ロシア）